# Brittiska öar

De territorier som ingår i termen brittiska öar har röd färg.

Brittiska öar (engelska British Islands) är en term inom brittisk lagstiftning som används för att behandla fyra stater i kollektiv bemärkelse:
- Förenade konungariket Storbritannien och Nordirland (United Kingdom of Great Britain and Northern Ireland)
- Jersey (Bailiwick of Jersey)
- Guernsey (Bailiwick of Guernsey), med dess besittningar
- Isle of Man

De sista tre staterna är kronbesittningar och utgör inte delar av Förenade kungariket Storbritannien och Nordirland. Detta innebär att Förenade kungariket inte har något inflytande över öarna, men detta till trots kan det brittiska parlamentet ibland uppdras att lagfästa tidigare tagna beslut om lagstiftning (Orders-in-Council) från den brittiska kungens konselj (His Majesty's Most Honourable Privy Council) som utsträcker sig till kronbesittningarna.
På grund av detta har det befunnits lämpligt att i lagstiftning kunna använda ett samlat begrepp som syftar på olika territorierna i kollektiv bemärkelse och sedan 1889 används därför definitionen:
"British Islands" means the United Kingdom, the Channel Islands and the Isle of Man.
("Brittiska Öar" betyder: Det Förenade kungariket, Kanalöarna och Isle of Man.)
I migrationslagstiftningen används sedan 1971 begreppet Förenade kungariket och öar ("United Kingdom and Islands").
Brittiska pass som utfärdas i det Förenade kungariket har lydelsen "United Kingdom of Great Britain and Northern Ireland" (Förenade kungariket Storbritannien och Nordirland) på omslaget. Pass som urfärdas i kronbesittningarna har istället någon av lydelserna:
- "British Islands – Bailiwick of Jersey" (Brittiska Öar – Fögderiet Jersey)
- "British Islands – Bailiwick of Guernsey" (Brittiska Öar – Fögderiet Guernsey)
- "British Islands – Isle of Man" (Brittiska Öar – Isle of Man)